# Spring Mill
Spring Mill è un comune degli Stati Uniti d'America, situato nello Stato del Kentucky, nella contea di Jefferson.